# Zentralverwaltungswirtschaft
Der Begriff Zentralverwaltungswirtschaft (auch Planwirtschaft, Zentralplanwirtschaft, Kommandowirtschaft) bezeichnet eine Wirtschaftsordnung, in der wesentliche, wenn nicht alle Entscheidungen zur Zuordnung (Allokation) knapper Ressourcen wie Arbeit, Kapital und Boden zur Produktion von Gütern von einer zentralen Instanz getroffen werden. Die seit dem 18. Jahrhundert entstandenen Konzepte einer solchen Zentralverwaltungswirtschaft stehen im Gegensatz zur Marktwirtschaft, in der die Entscheidungsfindungen allen am Markt teilnehmenden Personen bei jeweiliger Eigenverantwortung obliegen (dezentral). Nach einer Hochphase im 20. Jahrhundert gibt es heutzutage nur noch wenige Länder mit dieser Wirtschaftsordnung.

## Merkmale
In einer idealtypischen Zentralverwaltungswirtschaft wird der Wirtschaftsprozess, also die Produktion und der Konsum von Gütern, vollständig von einer zentralen Instanz geplant. Im Gegensatz dazu erfolgt in einer idealtypischen Marktwirtschaft die Wirtschaftsplanung dezentral durch alle Marktteilnehmer, wobei Angebot und Nachfrage über den Preismechanismus gesteuert werden.
Der Begriff Planwirtschaft gilt zumindest im deutschsprachigen Raum als missverständlich, da auch in der Marktwirtschaft, etwa bei der Unternehmensplanung, geplant wird. Walter Eucken führte den Begriff Zentralverwaltungswirtschaft ein. Nach dem Eigentum an den Produktionsmitteln, staatlich oder privat, wird sozialistische Zentralverwaltungswirtschaft von kapitalistischer Zentralverwaltungswirtschaft unterschieden. Eine andere Einteilung ist Zentralverwaltungswirtschaft mit Privateigentum, insbesondere die Kriegsökonomie, Zentralverwaltungswirtschaft mit Gesellschaftseigentum, insbesondere die Rätedemokratie, und Zentralverwaltungswirtschaft mit Staatseigentum, insbesondere die staatssozialistische Zentralplanwirtschaft.
In der Realität entsprechen Volkswirtschaften keinem Idealtypus, eine Zuordnung kann daher nur graduell erfolgen. In der real existierenden Marktwirtschaft kann unternehmensinterne Planung bei entsprechender Marktbeherrschung Organisationsstrukturen und Merkmale haben, die eine Zentralverwaltungswirtschaft auszeichnen, vgl. Oligopol und Monopol. Ferner greift der Staat – in unterschiedlichstem Ausmaß – in die Mechanismen des Marktes ein, zum Beispiel durch Subventionen. Bei ausgeprägten staatlichen Eingriffen spricht man von gelenkter Volkswirtschaft oder Staatsinterventionismus, polemisch auch von „Planwirtschaft“; im Englischen wird dies auch als „Mixed Economy“ bezeichnet. Umgekehrt fanden oder finden sich auch in Zentralverwaltungswirtschaften marktwirtschaftliche Elemente, zu nennen sind die Neue Ökonomische Politik der Sowjetunion der 1920er Jahre, die sozialistische Marktwirtschaft im ehemaligen Jugoslawien und die Sonderwirtschaftszonen in der „Sozialistischen Marktwirtschaft mit chinesischen Merkmalen“ der Volksrepublik China. Die insbesondere durch Lenin ihre Bedeutung erhaltene marxistische Theorie des staatsmonopolistischen Kapitalismus versucht eine Verschränkung von Wirtschaftsmonopolen mit Staatsapparaten insbesondere in kapitalistischen Zentren zu beschreiben, in denen zugleich ein Ansatzpunkt zur sozialistischen Umgestaltung ausgemacht wird. Umgekehrt dient der Begriff des Staatskapitalismus auch einer antikapitalistischen Kritik an den Wirtschaftssystemen im Realsozialismus. Theorien des staatsmonopolistischen Kapitalismus und des Staatskapitalismus überschneiden sich dabei zum Teil.

## Grundlagen

### Allgemeine Bestimmung
Die Zentralverwaltungswirtschaft basiert auf der Vorstellung, die Anpassung des Angebotes an die Nachfrage, die Verteilung von Ressourcen und von Investitionsgütern auf Produktionsbetriebe, die Produktion von Investitions- und Konsumgütern sowie die Verteilung der Konsumgüter könne durch eine zentrale Instanz koordiniert und reguliert werden. Als Instrument für die Abstimmung von Angebot und Nachfrage sowie der Ressourcenallokation dienen Planvorgaben.

### Historische Vorläufer
Die Vorstellung, es gebe eine Möglichkeit, Gesellschaften, ganze Staaten oder eine Weltgesellschaft zentral zu verwalten und/oder steuern, hat historische Vorläufer.
Im bronzezeitlichen Mittelmeerraum gab es Palastwirtschaften. Platon schrieb über Staatsentwürfe und meinte, die Planung der gemeinsamen Bedarfe, der Produktion sowie die Organisation und Verteilung sollte die Aufgabe staatlicher Institutionen bzw. dazu beauftragter Personen sein.

Als weitere Vorläufer werden oder wurden genannt Thomas Morus’ 1516 erstmals gedruckter Roman Utopia, Tommaso Campanellas La città del Sole (1623 erschienen) und Jean-Jacques Rousseaus auf einem Gesellschaftsvertrag basierende Staatsentwürfe (siehe Vom Gesellschaftsvertrag oder Prinzipien des Staatsrechtes, 1762).

### Frühsozialismus
Der britische Unternehmer und Frühsozialist Robert Owen versuchte mit der genossenschaftlich organisierten Kolonie New Harmony in Indiana (USA) ein nach bestimmten Idealen ausgerichtetes Wirtschaften in die Praxis umzusetzen.

### Marxismus
Im Marxismus wurde behauptet, das Fehlen einer Planung im Kapitalismus sei eine Anarchie der Produktion. Die Vorausplanung des gemeinsamen Bedarfs, der Produktion sowie die Organisation und Aufteilung sollte bei Karl Marx ein gemeinsamer Akt aller Gesellschaftsteilnehmer sein.
Karl Marx und Friedrich Engels forderten im Revolutionsjahr 1848 im Manifest der Kommunistischen Partei die Verstaatlichung aller Produktionsmittel: „Das Proletariat wird seine politische Herrschaft dazu benutzen, der Bourgeoisie nach und nach alles Kapital zu entreißen, alle Produktionsinstrumente in den Händen des Staats, d. h. des als herrschende Klasse organisierten Proletariats, zu zentralisieren und die Masse der Produktionskräfte möglichst rasch zu vermehren.“ Unter anderem forderten sie
- „Zentralisation des Kredits in den Händen des Staats durch eine Nationalbank mit Staatskapital und ausschließlichem Monopol.“
- „Zentralisation des Transportwesens in den Händen des Staats.“
- „Vermehrung der Nationalfabriken, Produktionsinstrumente, Urbarmachung und Verbesserung aller Ländereien nach einem gemeinschaftlichen Plan.“

Karl Marx und Friedrich Engels, letzterer etwa in seiner 1880 erschienenen Schrift Die Entwicklung des Sozialismus von der Utopie zur Wissenschaft, grenzten sich vom utopischen Sozialismus ab, indem sie eine sozialistische Gesellschaftsordnung an bestimmte Voraussetzungen knüpften, die erst im Laufe der Geschichte heranreifen müssten. Sie sprachen dem Kapitalismus dabei die Mission zu, die Produktivkräfte so zu entwickeln, dass ein revolutionärer Übergang zu einer 'höheren Produktionsweise' möglich würde.
Das Kapital von Marx kann gedeutet werden als eine Kritik an Hegels Darstellung der bürgerlichen Gesellschaft mit Markt und Staat als „Ende der Geschichte“. Hegel (1770–1831) war Philosoph und Idealist. Marx (1818–1883) meinte, die bürgerliche Gesellschaft komme mit Kapitalismus an ein Ende wegen Krisen und steigender Arbeitslosigkeit (Reservearmee zuzüglich einer größer werdenden „Lazarusschicht“, die keine Beschäftigung mehr findet), fallenden Profitraten; es gebe einen Widerspruch zwischen einer 'an sich gemeinschaftlichen Produktion' und privater Aneignung. Das Kreditwesen, der Handel mit Leih- und fiktivem Kapital, Aktiengesellschaften führten dazu, dass privat produziert werde ohne eine Kontrolle des Privatkapitals. Immer mehr Menschen würden Kapital einsetzen, das ihnen nicht gehört. Privateigentum und private Eigenverantwortung gerieten immer stärker in Widerspruch zur tatsächlich gemeinschaftlichen Arbeit, die zusammen mit der Produktivität gerade auch durch das Bankenwesen vorangetrieben werde. Aktiengesellschaften trügen der Gesellschaftlichkeit der Arbeit Rechnung, aber auf widersprüchlicher kapitalistischer Grundlage. Staatliche Einmischung werde angesichts der Zentralisation des Kapitals auf wenige Großkonzerne immer notwendiger, was als nächsten Schritt den Übergang von der kapitalistischen Produktionsweise zur „assoziierten Produktionsweise“ erfordere. Neben den kapitalistischen Aktiengesellschaften sieht Marx insbesondere Genossenschaften der Arbeiter, „Kooperativfabriken der Arbeiter“, als Vorstufen der „assoziierten Produktionsweise“.

### 1940er Jahre
Joseph Schumpeter kennzeichnete in seinem 1942 erschienenen Werk Kapitalismus, Sozialismus und Demokratie die Vorteile einer sozialistischen Planwirtschaft im Fehlen störender Konjunkturzyklen, größerer Planungssicherheit der Betriebe und geringerer Arbeitslosigkeit. Diese Vorteile könnten ausgespielt werden, wenn die Wirtschaft zunehmend statisch würde, was nach Schumpeters Meinung damals der Fall gewesen sei. Zuvor, also in Zeiten dynamischer Wirtschaftsentwicklung, sei das kapitalistische System überlegen.
Unter dem Eindruck des New Deal und der kriegsbedingten zentralen Planung entwarf der in die Vereinigten Staaten emigrierte deutsche sozialdemokratische Soziologe Carl Landauer einen Entwurf über die mögliche Einführung einer „nationalen Planung“ in den USA.
In der Erstausgabe der sozialistischen Zeitschrift Monthly Review legte Albert Einstein 1949 in einem Essay Why Socialism? („Warum Sozialismus?“) Gründe für Sozialismus dar. Die „Verkrüppelung der Individuen“ (crippling of individuals), besonders im Bildungssystem, hält Einstein für ein Übel des Kapitalismus, dem mit einer sozialistischen Wirtschaft zu begegnen sei, zusammen mit einem Bildungssystem, das auf soziale Ziele ausgerichtet sein müsste. Die Produktionsmittel wären im Besitz der Gesellschaft selbst (owned by society itself) und würden geplant eingesetzt (in a planned fashion). Einstein hält jedoch nicht jede Planwirtschaft für Sozialismus. Eine Planwirtschaft könnte auch zu einer völligen Versklavung der Individuen führen.
Wichtig ist hierbei jedoch, dass Planwirtschaft und Sozialismus zwei verschiedene Dinge sind, das erstere ist eine Wirtschaftsform, das zweite eine Gesellschaftsform, welche sich nach Karl Marx auf die Herrschaft des Proletariats bezieht. Dies soll die bürgerliche Staatsmacht brechen und die Produktionsmittel verwalten. Ziel soll das Sinnloswerden des Staates durch das Verschwinden der Klassen sein.

## Beispiele für Zentralverwaltungswirtschaft

### Realsozialismus
Ein typisches Beispiel für eine zentral verwaltete Wirtschaftsordnung war die Zentralverwaltungswirtschaft der UdSSR und anderer realsozialistischer Staaten. Wesentliche Merkmale der Wirtschaft dieser Staaten waren staatliches Eigentum an Produktionsmitteln, die zentrale Steuerung des Wirtschaftsprozesses, die Festlegung von Preisen und Löhnen und ein staatliches Außenhandelsmonopol. Der Großteil der landwirtschaftlichen Nutzfläche befand sich in genossenschaftlichem Besitz, wobei die Landwirtschaft aber genauso der staatlichen Planung unterstand.
Die zentrale Planungsbehörde (siehe z. B. Gosplan (UdSSR) oder Staatliche Plankommission der DDR) erarbeitete aufgrund von Prognosen über die gesellschaftlichen Bedürfnisse jeweils einen Plan für meist ein Jahr, der in Mehrjahrespläne (siehe z. B. Fünfjahrplan) eingebunden ist. Den einzelnen Betrieben werden durch diesen Plan genaue Mengen, an die sie sich präzise halten müssen, vorgegeben (auch als Tonnenideologie bezeichnet).

### Kriegswirtschaft
Als typische Merkmale einer Kriegswirtschaft gelten staatliche Reglementierung von Löhnen und Preisen, Warenkontingentierung, Dienstverpflichtung von Arbeitskräften, Steuererhöhungen oder Zwangssparen.

### Nationalsozialismus
Ob die Wirtschaft im Nationalsozialismus ordnungspolitisch eher marktwirtschaftlich oder eher planwirtschaft organisiert war, ist unter Wirtschaftshistorikern seit langem umstritten. In seinen Schriften und Reden vor Industriellen zur Zeit der Weimarer Republik hatte sich Adolf Hitler zwar wiederholt zum Privateigentum bekannt. Noch am 1. Mai 1935 warnte er in einer Rede davor, dass die schwierige Außenhandelslage nur „durch eine planmäßig geleitete Wirtschaft gelöst“ werden könne. Diese berge aber die Gefahr einer Bürokratisierung und der „Erstickung der ewig schöpferischen privaten Einzelinitiative“. Nur „unter dem Zwang der Notwendigkeit“ dürfe man daher planend in die Wirtschaft eingreifen.
Die dirigistischen Eingriffe in die Wirtschaft im NS-Staat unter dem Neuen Plan (1934), dem Vierjahresplan (1936) und vollends die Kriegswirtschaft unter Rüstungsminister Albert Speer ab 1942 ließen für Avraham Barkai vom freien Unternehmertum wenig übrig. Von einer echten Planwirtschaft war der NS-Staat laut Dietmar Petzina aber weit entfernt gewesen. Banken, die während der Deutschen Bankenkrise verstaatlicht worden waren, wurden nach und nach wieder privatisiert. So wurden 1937 die Aktien der Commerz- und Privat-Bank wieder an private Anteilseigner überführt.
Mit Beginn des Zweiten Weltkriegs wurden dann Preiskontrollen ausgebaut, Devisen und Rohstoffe wurden bewirtschaftet, Arbeitskräfte und Investitionen staatlich gelenkt. Mit der von Speer im April 1942 geschaffenen Zentralen Planung, und dem im September 1943 geschaffenen Planungsamt bewegte sich die NS-Wirtschaft in Richtung einer Zentralverwaltungswirtschaft. Nach Ansicht von Rolf-Dieter Müller blieben entscheidende Unterschiede zum sowjetischen System, da Speer von einer totalitären Regie der Volkswirtschaft weit entfernt war.
1944 hielten Hitler, Speer und Otto Ohlendorf Reden, deren wirtschaftspolitische Bilanz nach Ludolf Herbst eindeutig war: sie enthielten eine klare Absage an die Planwirtschaft, die als „bolschewistisch-primitiv“ abgestempelt wurde. Die bestehenden Organisationsformen in der Rüstungsindustrie wurden als kriegsbedingt bezeichnet und sollten keine Präjudiz für die Nachkriegswirtschaft darstellen. Der Völkische Beobachter schrieb im September 1944, dass „keine Rede“ davon sein könne, dass die Kriegswirtschaft nach dem Krieg in eine zentrale Verwaltungswirtschaft münden könne. Die Zeitschrift Das Reich schrieb am 14. Januar 1945: „niemand denkt in Deutschland ernsthaft an eine sogenannte Zentralverwaltungswirtschaft als Ideal der Zukunft“.
Markus Albert Diehl vertritt die Ansicht, dass sich die Wirtschaftsordnung des NS-Regimes immer weiter vom Idealtyp der Marktwirtschaft entfernte. Schließlich habe sie weitgehend dem Idealtyp der Zentralplanwirtschaft entsprochen. Die Kriegswirtschaft des Nationalsozialismus lässt sich als „Zentralverwaltungswirtschaft mit privatem Eigentum“ oder als „kapitalistische Zentralverwaltungswirtschaft“ bezeichnen. Der Wirtschaftshistoriker Marcel Boldorf sieht dagegen paradoxe Ergebnisse, insofern der NS-Staat in der Kriegswirtschaft sowohl auf zentrale Planung (namentlich in der Rohstoffzuteilung) als auch auf privatwirtschaftliche Anreize zur Steigerung der Rüstungsproduktion gesetzt habe. Eine klar ordnungspolitische Entscheidung zwischen beiden sei bis 1945 nicht getroffen worden.

### Frankreich
In Frankreich gab es seit dem Zweiten Weltkrieg im Rahmen der Planification zehn Fünfjahrespläne, der letzte endete 1992. Ein elfter Plan war für 1993 bis 1997 vorgesehen gewesen. 1993 wurde der Bericht „L’avenir du Plan et la place de la planification dans la société française“ (die Zukunft des Plans und die Planifikation in der französischen Gesellschaft) veröffentlicht.

### Heutige Länder mit Zentralverwaltungswirtschaft
Nach dem Untergang der realsozialistischen Systeme im Osten Europas zwischen 1989 und 1991 haben nur noch wenige Länder diese Wirtschaftsordnung. In Kuba und Nordkorea sowie zum Teil in der Volksrepublik China und in Vietnam wird die Planwirtschaft noch betrieben. Auch der Sozialismus des 21. Jahrhunderts in Venezuela weist Elemente der Zentralverwaltungswirtschaft auf.

## Neue Ansätze
Der englische Sozialist Pat Devine entwickelte ein „Modell demokratischer Planung […] in dem die Planung die Form eines politischen Prozesses ausgehandelter Koordination annimmt, wobei Entscheidungen direkt oder indirekt von den Betroffenen selbst gefällt werden“.

### Partizipatorische Ökonomie
Der US-Aktivist in der anarchistisch-sozialistischen Selbstverwaltungsbewegung Michael Albert entwickelte sein Modell der partizipatorischen Ökonomie als Gegenentwurf zu Kapitalismus und zu (aus seiner Sicht) autoritären Zentralverwaltungswirtschaften klassisch marxistischen Typs. Die demokratisch gedachte Planabstimmung erfolgt mit Hilfe von Computer und Internet.

### Computergesteuerte Planwirtschaft
Der chilenische Präsident Salvador Allende startete während seiner Regierungszeit von 1970 bis 1973 mit Cybersyn den ersten Versuch eines Echtzeit-Computerplanungssystems. Der Informatiker Paul Cockshott und der Wirtschaftswissenschaftler Allin Cottrell sind der Ansicht, dass durch den Einsatz von moderner Informationstechnologie eine sozialistische Planung in Echtzeit möglich sei. Somit könnten Bedürfnisse der Menschen schneller und ressourcenschonender befriedigt werden als das bisher in Planwirtschaften möglich gewesen sei. Für Venezuela wurde ein neues System für Arbeitszeitkonten vorgeschlagen. Das Projekt beruht auf den fachlich umstrittenen mathematischen Modellen von Cockshott und Cottrell und wird in den Grundlinien der Nation von Venezuela 2007 bis 2013 nicht erwähnt.
Die Rechtswissenschaftlerin Katharina Pistor warnte 2020 im Handelsblatt vor der Dystopie einer zentralstaatlichen Planung, die im Gegensatz zum vordigitalen Zeitalter durch die Big-Techfirmen und Big Data funktionieren könne und den Markt als Steuerungsinstrument überflüssig machen würde.

### Mischform aus Plan und Markt
Die Mehrzahl heutiger Entwürfe eines demokratischen Sozialismus, wie jener der sozialistischen Partei Die Linke, strebt eine Mischform aus Plan- und Marktwirtschaft an, (teilweise eine Sozialistische Marktwirtschaft) aus der sich insgesamt eine nicht kapitalistische Gesellschaft ergäbe. So sollten das Bankensystem und Schlüsselindustrien in öffentliche oder genossenschaftliche Hand überführt werden, während kleine und mittelständische Unternehmen auch privatwirtschaftlich bestehen können, wobei die Eigentumsform als Genossenschaft stark gefördert werde. Ferner will man den neuen Sozialismus mit Gewaltenteilung sowie demokratischer Kontrolle einerseits über Parlamente, andererseits über nichtparteiliche Bewegungen vor erneutem Machtmissbrauch schützen. Inwiefern Schlüsselindustrien und das Bankensystem in öffentlicher Hand nach dem Prinzip der Zentralverwaltung oder aber unternehmerisch ausgerichtet geführt werden sollen, ist zumindest innerhalb der Partei bisher nicht ausdiskutiert.

## Kritik
Insbesondere die folgenden Mängel haben den Zentralverwaltungswirtschaften die Kritik der Mangelwirtschaft eingebracht:

### Mangel an Informationen
Nach Friedrich August von Hayek (1899–1992) kann die planende Stelle einer Zentralverwaltungswirtschaft niemals über alle relevanten Informationen über die Fähigkeiten und Bedürfnisse der Individuen verfügen, die sie für eine vernünftige Planung benötigen. Die Planenden können nicht über alle Parameter informiert sein und würden daher falsche (ineffiziente) Entscheidungen treffen. Nicht jeder Bedarf könne bei der Planung erkannt werden; Mangel oder Überschuss des Gutes wären die Folge. Dies würde im Vergleich zu einer Marktwirtschaft, wo solche Probleme nach Hayeks Meinung nicht oder weniger auftreten, eine Verschwendung von Ressourcen und Arbeitskraft zur Folge haben.
Im Mangel an Informationen der Planer ist eine der Hauptursachen zu suchen, warum die vielen verschiedenen Entwürfe einer nicht marktwirtschaftlichen Gesellschaft bisher in scharfer Kritik standen oder scheiterten, wenn es zur realen Anwendung kam. Der kanadische Wirtschaftswissenschaftler Ron Wintrobe verweist zur Illustration der verbreiteten Kritik an Informationsverzerrungen und kumulierenden Irrtümern, die die Planwirtschaft kennzeichneten, auf eine sowjetische Karikatur, in der zwei Funktionäre sich über einen riesigen, aber unbenutzbaren Nagel freuen, mit dem sie das in Tonnen angegebene Plansoll übererfüllt haben.

### Mangel an Flexibilität
Weithin wird der Zentralverwaltungswirtschaft eine geringe Flexibilität vorgeworfen, da „in einer solchen Wirtschaft Anweisungen und Planvorgaben der staatlichen Planungsbehörden verbindlich sind und keine oder nur ganz geringe Entscheidungsspielräume bestehen.“ Damit würden Dynamik und Innovationsfähigkeit von Unternehmen beeinträchtigt. Technologische Rückständigkeit – und damit verbunden ein geringerer Lebensstandard – seien die Folge.

### Mangel an Steuerungssignalen
Nach dem liberalen Wirtschaftswissenschaftler Ludwig von Mises (1881–1973) macht die Planwirtschaft eine aussagekräftige Wirtschaftsrechnung unmöglich. Ohne Privatbesitz an Produktionsmitteln gäbe es insbesondere keine Marktpreise für die Produktionsmittel. Fehlen diese Marktpreise, könne nach von Mises nicht bestimmt werden, ob die Verwirklichung einer bestimmten wirtschaftlichen Handlungsoption tatsächlich das „materielle Wohlbefinden“ der Verbraucher erhöhe. Es bestehe daher die Gefahr, dass aus Sicht von Verbrauchern dringendere Bedürfnisse unbefriedigt blieben, weil die verwirklichte Handlungsoption die erforderlichen – knappen – Produktionsmittel beansprucht.
In den Anfangsjahren der DDR wurde infolge erster wirtschaftlicher Fehlentwicklungen in kritischen Betrachtungen die vernachlässigte Bedeutung des Kollektivgeistes betont, womit einerseits die Vernachlässigung individueller Potentiale, andererseits die schlecht funktionierende Zusammenarbeit verschiedener Produktionszweige gemeint war. Ferner wurde vor einer zu zentralistischen Steuerung der sozialistischen Gesellschaft gewarnt. Das marxistisch-leninistische Modell des Sozialismus mit einer starken Partei als Repräsentanten der Diktatur des Proletariats bedingte jedoch prinzipiell eine zentrale Wirtschaftslenkung, deren Ineffizienz bestenfalls mit brutalen Methoden und Zwangsarbeit, wie sie im Stalinismus angewendet wurde, ausgeglichen werden konnte.

### Mangel an technologischem Fortschritt
Der Ökonom Jürgen Pätzold fasst häufig genannte Kritikpunkte zusammen. Er sieht neben dem Mangel an Informationen und Flexibilität den fehlenden technologischen Fortschritt. Zentralverwaltungswirtschaften erzeugten keinen der Marktwirtschaft vergleichbaren technischen und organisatorischen Fortschritt, da mangels Wettbewerb keine Notwendigkeit bestehe, nach Innovationen und neuen Problemlösungen zu suchen. Nach Ludwig von Mises hindert nur die „unermüdliche Erfindungsgabe“ eines Geschäftsmanns und dessen „Hang zu Neuerungen“ „alle Wirtschaftseinheiten daran, in träge bürokratische Routine zu verfallen.“

### Mangel an Demokratie
Ein weiterer Kritikpunkt ist die These, dass die zentrale Planung in gesellschaftspolitischer Hinsicht den Kollektivismus und in staatspolitischer Hinsicht den Totalitarismus des Einparteiensystems verlange. Die Handlungs- und Bewegungsfreiheit der Individuen bilde in der zentral verwalteten Wirtschaft einen latenten Störfaktor, den der Staat zurückzudrängen suche.
In der Realität waren Zentralverwaltungswirtschaften bisher immer „mit einem Einparteiensystem, mit Oligarchie und Diktatur verbunden“. „Selbst bei anfänglichem Bestehen einer demokratischen Staatsordnung [sind] in einer Zentralverwaltungswirtschaft Tendenzen zur Beseitigung derselben wirksam.“

### Mangel an Selbstbestimmung
Nach dem Ökonomen Wilhelm Röpke (1899–1966) u. a. widersprechen Zentralverwaltungswirtschaften dem (naturrechtlichen) Ideal selbstverantwortlicher und selbstbestimmter (freier) Menschen (Individuen, Subjekte).

## Grundgesetz in Deutschland
Zur Frage, ob das Grundgesetz planwirtschaftliche Maßnahmen ausschließt, gibt es verschiedene Meinungen. So würden die beiden Extremformen „staatliche Zwangswirtschaft“ und „liberalistisches ‚Laissez-faire‘“ ausgeschlossen.
Nach Hans-Jürgen Papier zeichnet sich das Grundgesetz „durch seine grundsätzliche wirtschaftspolitische Neutralität“ aus. Allerdings sei durch wirtschaftsverfassungsrechtliche Grundaussagen der gesetzgeberische Spielraum „nicht unerheblich“ eingeschränkt. Das Grundgesetz verzichte aber auf jede ausdrückliche wirtschaftspolitische Programmatik. Hans-Jürgen Papier kommt zum Ergebnis, dass in der Bundesrepublik Deutschland eine Wirtschaftsordnung, die „eine Koordination der Volkswirtschaft prinzipiell im Wege der Zentralverwaltung und in einem System imperativer und zentralisierter Staatsplanung bewerkstelligen wollte“, nicht zulässig sei. Das Grundgesetz sei nicht in dem Sinne neutral, dass die vorgefundene und gewachsene Wirtschaftsordnung prinzipiell in eine Zentralverwaltungs- oder Zentralplanwirtschaft umstrukturiert werden könnte.
Nach Martin Kriele stehen dezentrale Lohnfindung und Festlegung der Arbeitsbedingungen im Rahmen der Koalitionsfreiheit und Mitbestimmung im Widerspruch zur Zentralverwaltungswirtschaft. Da Koalitionsfreiheit in Art. 9 Abs. 3 Grundgesetz als Grundrecht geschützt ist, wird von Teilen der Literatur die Unvereinbarkeit der Zentralverwaltungswirtschaft mit dem Grundgesetz begründet.
Auch erzwinge die Durchsetzung einer Zentralverwaltungswirtschaft ein Auswanderungsverbot.
Nach herrschender Meinung wird rein formal jedwede ökonomische Ausgestaltung zugelassen, sofern diese die Grundrechte beachtet. Deshalb wurde von Ökonomen wie Ulrich van Suntum, Hans-Werner Sinn, Bernd Raffelhüschen, Gabriel Felbermayr, Norbert Berthold, Thomas Mayer hier eine Präzisierung im Grundgesetz gefordert. Formulierungen im Grundgesetz, welche die Sozialisierung von Grund und Boden sowie von Produktionsmitteln zum Inhalt hätten, sollten entfallen.

## Unterschiede zwischen den Wirtschaftsordnungen
Die Unterschiede zwischen den verschiedenen Wirtschaftsordnungen können wie folgt gegenübergestellt werden:
|                   | Zentralverwaltungswirtschaft    | Sozialistische Marktwirtschaft                      | Marktwirtschaft                                           |
| ----------------- | ------------------------------- | --------------------------------------------------- | --------------------------------------------------------- |
| Preis             | staatlich fixierte Preise       | Staatlich fixierte Preise und teilweise Marktpreise | Marktpreise, ausnahmsweise auch Mindest- und Höchstpreise |
| Produktionsmittel | Produktionsmittel verstaatlicht | Vergesellschaftetes Eigentum an Produktionsmitteln  | Privateigentum an Produktionsmitteln                      |
| Formalziel        | Prinzip der Planerfüllung       | Einkommensprinzip und teilweise Gewinnprinzip       | Gewinnprinzip, ausnahmsweise auch Kostendeckungsprinzip   |

Hierbei handelt es sich nur um grobes Muster. So gibt es in zahlreichen Marktwirtschafltich organisierten Staaten eine Preisbindung für bestimmte Produkte wie z. B. die Buchpreisbindung.

## Literarische Darstellung
Gegen Ende des 19. Jahrhunderts verfasst der US-Schriftsteller Edward Bellamy eine Utopie „Ein Rückblick aus dem Jahre 2000 auf das Jahr 1887“, wonach die Wirtschaft im Rahmen einer allgemeinen gleichmäßig verteilten Arbeitspflicht – sowohl was die Arbeitszeit, als auch was die Qualität der Arbeit betraf – organisiert war. Bellamy sah in der Kriegswirtschaft der USA während des US-Bürgerkriegs ein Beispiel.

### Verwandte oder abzugrenzende Begriffe
- Mangelwirtschaft
- Dirigismus
- Wirtschaftsdemokratie
- Kollektive Selbstverwaltung
- Wirtschaftsplanung